# Hamiet Bluiett
Hamiet Bluiett (sobrenombre pronunciado como BLU-ett; Brooklyn o Lovejoy, Illinois; 16 de septiembre de 1940 – 4 de octubre de 2018) fue un saxofonista, clarinetista y compositor de jazz estadounidense. Es considerado como uno de los mejores intérpretes de saxofón barítono de su época, aunque también destacó tocando el saxofón bajo, el clarinete alto, el clarinete contra-alto y la flauta de madera.

## Biografía
Bluiett nació al norte de East St. Louis en Brooklyn, Illinois (también conocido como Lovejoy), una villa predominantemente afroamericana fundada en 1830 por una comunidad negra libre, la cual, posteriormente, se convirtió en la comunidad con más población negra de América. De niño estudió piano, trompeta y clarinete, pero a los 10 años le atrajo más el saxofón barítono. Inició su carrera musical tocando el clarinete para bailes en Brooklyn, Illinois, antes de unirse a la banda de la marina en 1961. Fue a la Universidad del Sur de Illinois Carbondale.
Cuando tenía 20 años, Bluiett escuchó a Harry Carney el músico saxofonista barítono de la banda de Duke Ellington) en un concierto en vivo en Boston. Harry impresionó al joven Bluiett, dándole el ejemplo de un saxofonista barítono que tocaba como solista y no como acompañante.
A mediados de 1960, después de su estancia en la marina, regresó a St. Louis. A finales de la década de 1960, Bluiett cofundó la banda Black Artists' Group (BAG) de St. Louis, Missouri, un conjunto dedicado a componer música para teatro, artes visuales, baile, poseía y cine. Lideró la BAG big band entre 1968 y 1969.
A finales de 1969, Bluiett se mudó a Nueva York, donde se unió al quinteto de Charles Mingus y al conjunto de Sam Rivers. En 1972, Bluiett se unió a Charles Mingus y realizó una gira por Europa con él. Aunque en un momento dado se fue para tocar con otra banda, volvió un año después. En 1974, Bluiett regresó con Mingus y tocó en un quinteto junto a George Adams. También actuó en Mingus en el Carnegie Hall. Continuó tocando con Mingus hasta 1975, cuando se fue para hacer sus propias grabaciones como líder.
En 1976 cofundó la World Saxophone Quartet junto con otros dos artistas miembros del "grupo de artistas negros", Julius Hemphill y Oliver Lake, así como con el multireedist (un músico capaz de tocar en más de un instrumento de lámina) David Murray. 
Se ha mantenido como un campeón del saxofón barítono, organizando grandes grupos de este mismo instrumento. En la década de 1980 también fundó Clarinet Family, un grupo de ocho clarinetistas que tocaban clarinetes de varios tamaños, desde mi bemol soprano hasta contrabajo. Desde la década de 1990, Bluiett dirigió un cuarteto, Bluiett Baritone Nation, compuesto en su totalidad por saxofones barítonos, con acompañamiento de batería.
También ha trabajado con Sam Rivers, Babatunde Olatunji, Abdullah Ibrahim, Stevie Wonder y Marvin Gaye.
Regresó a su ciudad natal de Brooklyn, Illinois, en 2002, pero se mudó a la ciudad de Nueva York en 2012. En sus últimos años, actuó en conciertos, incluido el Festival de Jazz de New Haven el 22 de agosto de 2009. Actuó con estudiantes de la Neighborhood Music School en New Haven, Connecticut. El grupo era conocido como Hamiet Bluiett y la Orquesta Juvenil de Improvisación. 
Murió en St. Louis, Missouri, el 4 de octubre de 2018 después de un período de deterioro de la salud.

## Discografía

### Como líder
- 1976: Endangered Species (India Navigation)
- 1977: Bars (Musica Records)
- 1977: Resolution (Black Saint)
- 1978: Birthright (India Navigation)
- 1979: Im/Possible to Keep (India Navigation)
- 1981: Dangerously Suite (Soul Note)
- 1984: Ebu (Soul Note)
- 1987: The Clarinet Family (Black Saint)
- 1991: If You Have To Ask You Don't Need To Know (Tutu)
- 1993: Nali Kola (Soul Note)
- 1993: Sankofa / Rear Garde (Soul Note)
- 1996: Bluiett's Barbecue Band (Mapleshade Records)
- 1997: Ballads and Blues: Live at the Village Vanguard (Soul Note)
- 1997: Makin' Whoopee: Tribute to the King Cole Trio (Mapleshade Records)
- 1998: Bluiett Baritone Saxophone Group Live at the Knitting Factory (Knitting Factory)
- 1998: Bluiett Baritone Nation: Libation for the Baritone Saxophone Nation (Justin Time)
- 1999: Join Us (Justin Time) (with D. D. Jackson and Mor Thiam)
- 2000: With Eyes Wide Open (Justin Time)
- 2001: The Calling with D. D. Jackson and Kahil El'Zabar
- 2002: Blueblack

Con el World Saxophone Quartet
| Título                                       |  | Año  |  | Discografía        |
| -------------------------------------------- |  | ---- |  | ------------------ |
| Point of No Return                           |  | 1977 |  | Moers Music        |
| Con el World Saxophone Quartet               |  | 1979 |  | Black Saint        |
| W.S.Q.                                       |  | 1981 |  | Black Saint        |
| Revue                                        |  | 1982 |  | Black Saint        |
| En vivo en Zúrich                            |  | 1984 |  | Black Saint        |
| En vivo en la academia de música de Brooklyn |  | 1986 |  | Black Saint        |
| Toca Duke Ellington                          |  | 1986 |  | Elektra / Nonesuch |
| Dances and Ballads                           |  | 1987 |  | Elektra / Nonesuch |
| Rhythm and Blues                             |  | 1989 |  | Elektra / Nonesuch |
| Metamorphosis                                |  | 1991 |  | Elektra / Nonesuch |
| Moving Right Along                           |  | 1993 |  | Black Saint        |
| Breath of Life                               |  | 1994 |  | Elektra / Nonesuch |
| Four Now                                     |  | 1996 |  | Justin Time        |
| Takin' It 2 the Next Level                   |  | 1996 |  | Justin Time        |
| Selim Sivad: a Tribute to Miles Davis        |  | 1998 |  | Justin Time        |
| Requiem for Julius                           |  | 2000 |  | Justin Time        |
| 25th Anniversary: The New Chapter            |  | 2001 |  | Justin Time        |
| Steppenwolf                                  |  | 2002 |  | Justin Time        |
| Experience                                   |  | 2004 |  | Justin Time        |
| Political Blues                              |  | 2006 |  | Justin Time        |
| Yes We Can                                   |  | 2010 |  | Jazzwerkstatt      |

### Como acompañante
Con The 360 Degree Music Experience
- In: Sanity (Black Saint, 1976)

Con Anthony Braxton
- New York, Fall 1974 (Arista, 1974)

Con James Carter
- Conversin' with the Elders (Atlantic, 1996)

Con Gil Evans
- Live at the Public Theater (New York 1980) (Trio, 1981)
- Farewell (Evidence, 1986 [1988])

Con Craig Harris
- F-Stops (Soul Note, 1993)

Con Music Revelation Ensemble
- In the Name of... (DIW, 1994)
- Knights of Power (DIW, 1996)

Con David Murray
- Now Is Another Time (Justin Time, 2003)